# Adam Franciszek Jaźwiecki

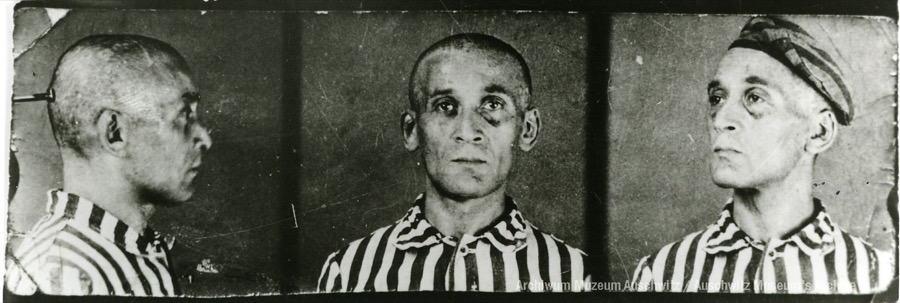
Franciszek Jaźwiecki więzień KL Auschwitz

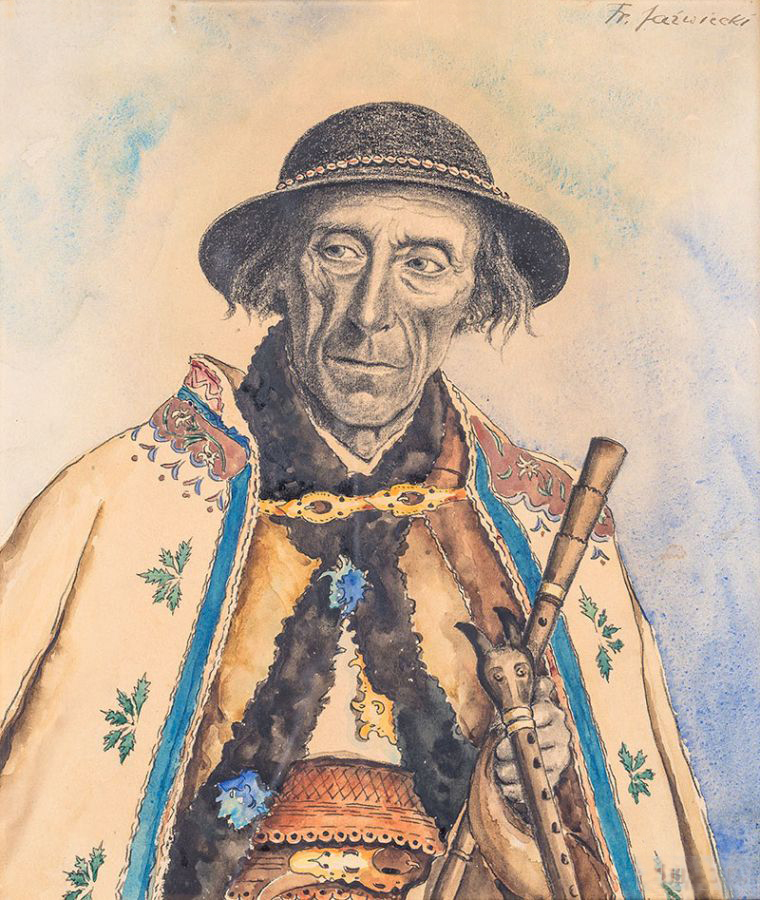
Portret górala

Adam Franciszek Jaźwiecki ps. „Sandor” (ur. 23 grudnia 1900 w Krakowie, zm. 16 października 1946 w Świdnicy) – polski działacz niepodległościowy, malarz, grafik i rysownik, członek Grupy Krakowskiej.

## Życiorys
Podczas I wojny światowej walczył w Legionach Polskich, po zakończeniu działań wojennych rozpoczął naukę rysunku i malarstwa w prywatnych szkołach malarstwa i rysunku. Od 1928 studiował w Akademii Sztuk Pięknych w Krakowie u Fryderyka Pautscha i Teodora Axentowicza. Z powodu konfliktu związanego z wystawą podyplomową został relegowany z Akademii wraz ze Stanisławem Osostowiczem i Leopoldem Lewickim, ostatecznie uczelnię ukończył w 1933. W okresie międzywojennym malował obrazy batalistyczne, pejzaże i portrety. Zajmował się autolitografią.
Od początku okupacji hitlerowskiej w 1939 został skierowany do pracy w obozie przejściowym na ulicy Wąskiej w Krakowie. Był zaangażowany w pomoc uwięzionym, pomagał organizować ucieczki i produkował kenkarty. Denuncjacja w drugiej połowie 1942 była przyczyną aresztowania i uwięzienia w areszcie na ulicy Montelupich. Transportem w dniu 1 grudnia 1942 został wywieziony do Auschwitz-Birkenau, gdzie pracował w kartoflarni, a następnie w malarni obozowej. Pobyt w Auschwitz zakończył 12 marca 1943, kiedy przeniesiono go do KL Gross-Rosen. Przebywał tam przejściowo i już 22 kwietnia 1943 został przetransportowany do Sachsenhausen. Tam również nie przebywał długo, 22 lipca 1944 z obozu w Oranienburgu przewieziono Adama Jaźwieckiego do Halberstadt, gdzie znajdował się podobóz KL Buchenwald. W pierwszych dniach maja obóz ewakuowano, jeńców wyzwolono w okolicy Zwonitz. Powracając do Krakowa udało mu się zabrać część prac tworzonych obozach, portretował współwięźniów i samego siebie. Zachowała się kolekcja 113 obrazów, które przekazano do muzeum w Oświęcimiu. W 1945 Jaźwiecki nie pozostał w Krakowie, ciężko chory na gruźlicę przeprowadził się do Świdnicy gdzie zmarł.
Spoczywa na cmentarzu Rakowickim.

## Ordery i odznaczenia
- Krzyż Niepodległości – 13 kwietnia 1931 „za pracę w dziele odzyskania niepodległości”[1][2][3]